# Encino Velodrome

Das Encino Velodrome

Das Encino Velodrome ist eine Radrennbahn im US-amerikanischen Encino, Kalifornien, einem Stadtteil von Los Angeles.
Das Encino Velodrome wurde 1965 erbaut. Es ist offen, die Piste ist aus Beton und war 252 Meter lang. Die Kurvenerhöhung betrug 30 Grad. Erbaut wurde die Radrennbahn auf private Initiative von vier Radsport-Enthusiasten, die auch selbst eigenes Geld investierten. Im Eröffnungsjahr sowie 1968 fanden hier die US-amerikanischen Bahnmeisterschaften statt.
Seit 2002 wird das Velodrome schrittweise renoviert. Die Betonbahn wurde erneuert und auf 250 Meter verkürzt, die Kurvenüberhöhung wiederum auf 40 Grad erhöht, so dass sie dem internationalen Standard entspricht.
Die Bahn wird heute regelmäßig für Training, lokale Rennen sowie für Sichtungsrennen des Radsport-Nachwuchses genutzt.